# دوريس مارغريت أندرسون
دوريس مارغريت أندرسون، (ولدت في 5 يوليو 1922) بروفيسورة في التغذية في كنده ومتقاعدة أصبحت عضو مجلس الشيوخ الكندي.
وُلدت في سانت بيتر، جزيرة الأمير إدوارد، وكانت خبيرة تغذية قبل تعيينها في مجلس الشيوخ لتمثيل مجلس الشيوخ في سانت بيتر، مقاطعة كينغز في عام 1995. تقاعدت في سن ال 75 الإلزامية في عام 1997. وقد كانت احضا أعضاء عضوا في التجمع الليبرالي.
في عام 1982، أصبحت عضوًا في منظمة وسام كندا تقديراً لكونها قادرة على «مساعدة العديد من الأطفال الذين يعانون من مرض الاضطرابات الهضمية والمساهمة في التعليم والصحة العقلية في مقاطعتها».